# Rattlesnakes (film 1915)
Rattlesnakes è un cortometraggio muto del 1915. Il nome del regista non viene riportato nei credit del film, un documentario di un rullo sui serpenti a sonagli prodotto dalla Vitagraph.

## Produzione
Il film fu prodotto dalla Vitagraph Company of America.

## Distribuzione
Distribuito dalla General Film Company, il film - un documentario in una bobina - uscì nelle sale cinematografiche USA il 1º gennaio